# Cerro Verde, Puebla
Cerro Verde är en ort i Mexiko.   Den ligger i kommunen Cuautempan och delstaten Puebla, i den sydöstra delen av landet, 150 km öster om huvudstaden Mexico City. Cerro Verde ligger 1 748 meter över havet och antalet invånare är 694.
Terrängen runt Cerro Verde är bergig österut, men västerut är den kuperad. Runt Cerro Verde är det ganska tätbefolkat, med 70 invånare per kvadratkilometer. Närmaste större samhälle är Zacatlán, 17,5 km väster om Cerro Verde. I omgivningarna runt Cerro Verde växer i huvudsak blandskog.